# Partit dels Treballadors Somalis
Partit dels Treballadors Somalis (PTS) fou un partit radical d'esquerra somali format el 1978 a Aden, després de l'aliança de Siad Barre amb els americans. Era pro soviètic però tenia algunes discrepàncies estratègiques amb el Partit Comunista de Somàlia. El partit es declarava secular i oposat a la divisió en clans. En aquest temps tots els partits que es formaven clandestinament o a l'exili estaven basats en un clan. El Partit va fracassar en atreure militància i els seus membres mai van passar del centenar, pràcticament el seu comitè central, tot i els seus esforços. El partit es va fusionar amb el Front de Salvació de Somàlia i el Front Democràtic d'Alliberament de Somàlia (una supra organització dominada pel Partit Comunista de Somalia) l'octubre de 1981 a Aden, i es va formar el Front Democràtic de Salvació de Somàlia, progressivament decantat cap a una afiliació de clan majeerteen. Els membres procedents d'aquesta organització foren purgats el 1984.